# 내사랑 내곁에 (1998년 드라마)
《내사랑 내곁에》는 1998년 8월 31일부터 1999년 4월 2일까지 방영된 한국방송공사 1TV 일일연속극이며 상대의 작전을 계산하지 않고 타이밍 안맞게 무턱대고 새드라마를 9월 첫주 월요일에 방영한 편성전략의 실책 탓인지 MBC 《보고 또 보고》때문에 시청률 부진의 늪에서 벗어나지 못하여 《정 때문에》이후 이어진 1TV 일일드라마의 슬럼프를 벗어나지 못했다.
이 탓인지 집필자 이홍구 작가의 전 집필작이자 1998년 11월 16일 오후 8시 30분에 처음 재편성된 iTV 개국 첫 연속극 겸 일일드라마 <가족>이 같은 달 18일부터 20일까지 수~금요일 오후 9시, 1998년 11월 23일부터 월 수~금요일 9시, 1999년 1월 18일부터 월 수~금요일 오후 6시 30분, 1999년 2월 2일부터 화~금요일 오후 6시 30분, 4월 5일부터 월 수~금요일 오후 6시 30분에 재편성됐는데 1999년 4월 12일에는 <콜로라도 VS LA다저스>(박찬호 선발등판) 재방송 편성으로 결방 예정이었으나 비 때문에 우천 취소되어 정상 방영됐으며 같은 달 14일에는 프로야구 <LG VS 현대> 중계 편성에 따라 6시로 이동했고 다음 날(4월 15일)에는 다큐 인류탐사 <문명 밖의 사람들> 편성에 따라 6시, 마지막회(4월 16일)에는 6시 25분부터 <LG VS 현대> 중계 편성에 따라 5시 30분으로 이동했다.

## 기획 의도
지난 날 어려웠던 시절의 따뜻한 이웃 사랑과 가족애를 그려낸다.

## 줄거리
남편과 큰아들을 불의의 사고로 잃은 주유소 여사장 도옥선 여사는 며느리 이용선, 만화가인 둘째 아들 허석, 외환딜러인 셋째아들 허건우, 친동생 도상순 가족과 살고 있다. 어느 날, 사업에 실패한 시동생 허풍직 가족이 한 집에 몰려와 같이 살게 되고, 옥선은 버린 딸 미숙을 되찾는다.
주된 내용은 두 축으로 진행된다. 억척 주유소 여사장 도옥선과 그 집에 얹혀사는 시동생, 여사장의 친동생 등이 기존의 대가족 위주의 시시콜콜한 가정사를 엮어나간다. 또 한 축은 도옥선의 막내아들인 외환딜러 허건우와 부잣집 딸 나경, 세차원의 딸 창미, 그리고 건우의 친구 선재가 엮는 사랑 이야기이다.

## 등장 인물

### 옥선 가족
- 강부자 : 도옥선 역 - 문맹을 숨기고 사는 주유소 억척 여사장
- 이미경 : 허미숙 역 - 옥선이 버린 맏딸
- 황범식 : 김봉구 역 - 미숙의 망나니 폭력 남편
- 선우은숙 : 이용선 역 - 맏며느리, 미망인
- 최종환 : 허석 역 - 둘째 아들, 만화가
- 정찬 : 허건우 역 - 셋째 아들, 외환 딜러
- 윤정근(아역) : 허태식 역 - 용선의 아들, 장손

### 상순 가족
- 한진희 : 도상순 역 - 옥선의 동생
- 김해숙 : 김영주 역 - 상순의 아내
- 최지나 : 도소영 역 - 상순의 딸

### 풍직 가족
- 백일섭 : 허풍직 역 - 사업이 망한 후 형수 집에 얹혀사는 시동생
- 박정수 : 정명희 역 - 풍직의 아내
- 이민우 : 허세찬 역 - 풍직의 아들, 나경을 짝사랑 중
- 박영희 : 허유란 역 - 풍직의 딸, 여행사 취직

### 창미 가족
- 강성연 : 나창미 역 - 은행 인턴사원, 후에 건우의 아내
- 서우림 : 박순복 역 - 창미의 어머니, 세차장 운영

### 나경 가족
- 조미령 : 유나경 역 - 부잣집 딸 (중도하차)
- 박상민 : 유선재 역 - 나경의 오빠, 건우의 친구 (중도하차)

### 그 외 인물
- 송영창 : 김문수 역 - 용선의 애인 (중도투입)
- 안연홍 : 연미 역 (중도투입)
- 강보경(아역) : 김수지 역 (중도투입)
- 김경숙
- 임선택
- 조현철
- 김은숙
- 고세원
- 이은주
- 이칸희
- 구자미
- 강경헌
- 김주호
- 김애란
- 박철
- 박현정

## 시청률
- 8월 31일 첫방송은 전작의 마지막회 시청률보다 높은 16.3%를 기록하였으나, 다음날 경쟁작인 <보고 또 보고>가 일일극 사상 최고 시청률인 56.8%를 기록함에 따라 11.4%로 폭락하였다. 9월 2일 14.2%, 3일 11.5%라는 저조한 성적표를 받아야 했다.[8]
- 이후 시청률은 반등하지 않았고 급기야 한 자릿수의 시청률을 기록하였다.

## 참고 사항

### 방영 전
- 당초 <그래 맞아>라는 제목이 거론됐으나 드라마 제목을 유행가에서 빌려오는 당시 조류에 발맞춰 가수 김현식의 노래 '내사랑 내곁에'로 결정한 바 있었다.[9]
- 이홍구 작가는 1997년 10월 13일 첫 회부터 그 해 12월 26일까지 월~금 9시, 1998년 1월 5일부터 같은 달 30일 마지막회까지 월~금 8시 30분 방영된 iTV <가족> 이후[10] 8개월 만에 해당 작품으로 집필활동을 재개했다.
- 담당 PD 염현섭은 <사랑할때까지> 이후 두 번째로 일일극을 연출했고, 이홍구 작가는 1987년 <순애보> 이후 11년 만에 KBS 연속극 집필을 맡았다.
- 전작 <살다보면>의 실패로 KBS 뉴스 9 시청률까지 폭락하자[11] 방영을 앞둔 1998년 8월 27일에는 KBS 뉴스 9에서 해당 드라마를 장황하게 홍보했다. 이 외에도 아침마당, 연예가 중계 등 교양 및 오락 프로그램에 출연자들을 출연시키며, 방송 직전부터 광화문, 신촌 등 서울 시내 6개 대형옥외 전광판에 15초 짜리 광고를 하는 등 홍보에 전력을 다하였다.
- 박권상 KBS 사장이 최초로 드라마 시사회에 참석하였고[12], 첫방송 시기에 맞추어 KBS 뉴스 9의 앵커를 교체[13]하는 등 KBS 측은 해당 드라마의 성공에 사활을 걸었다.
- 난항 끝에 SBS에서 활동해 온 정찬, 영화배우 박상민, 아역배우 출신 이민우, 박영희, MBC에서 활동해 온 조미령, 최지나, 강성연, 최종환 등을 캐스팅했는데 이들 중 정찬, 조미령, 최지나, 강성연, 최종환을 캐스팅하는 과정에서 SBS-MBC와 한때 마찰을 겪었다.
- 해당 드라마 주제가는 가수 이상우가 참여 하였다.

### 방영 후
- 창미(강성연)와 건우(정찬)의 사랑이 급속히 이뤄지며 삼각관계의 축을 이루는 나경(조미령)의 역할이 줄어드는 등 줄거리가 산만해지자, 그녀의 오빠 선재가 미국으로 아버지의 사업을 이어받기 위해 돌아가면서, 우울증에 걸린 나경까지 요양차 데려가는 설정으로 박상민과 조미령을 중도 하차(1998년 12월 21일)시켰다.[14]
- 또한, 건우와 창미의 결혼 뒤 건우가 해외지사로 발령받아 떠나고, 건우 없이 엄한 시집살이를 하게 된 창미의 이야기 위주로 줄거리를 수정했다.
- 법무부 여성정책담당관 검사 조희진은 1999년 1월 초 해당 드라마를 시청하던 중 극 중 남편(황범식)이 아내(이미경)를 구타하고, 아내는 인고의 세월을 보내는 것으로 설정된 것을 보고, "1998년 7월부터 시행 중인 '가정폭력 특례법'에 따라 처벌할 수 있다며"며 "주부들이 많이 시청하는 만큼 홍보 효과가 클 것"이라고 내용 변경을 주문했다. 이에 제작진은 대본을 수정하여 1999년 2월 25일 방영분(126회)부터 1주일 간, 남편이 휘두른 폭력으로 부인이 머리를 크게 다치자 참다 못한 올케(강성연)가 경찰에 신고하여 남편은 구속되고 사회봉사명령을 받은 뒤 새 사람으로 바뀌게 된다는 내용을 방영하였다.[15]
- 강성연은 1996년 11월 1일부터 1998년 10월 31일까지 MBC와 전속계약을 맺기로 합의하였으나 사전 협의 없이 해당 드라마에 출연하였고, 이에 MBC는 2억 6700만 원의 소송을 제기했다.[16] 2000년 5월 21일 열린 판결에서 서울고법 민사18부는 "강성연씨가 5300여만원을 배상해야 한다"고 판결을 내렸다.[17]
- 동시간대 MBC <보고 또 보고>의 절반에 못 미치는 시청률로 처참한 성적을 거두는 데 그쳤다. 상대의 작전을 계산하지 않은 채 무턱대고 첫 회를 98년 8월 마지막 주 월요일에 내보낸 편성전략의 실책[18]이 시청률 부진의 원인으로 분석된다.
- 당초 1999년 2월 종영 예정이었지만 후속작이 최수종 외의[19] 연기자들 섭외 문제로 어려움을 겪어오자 2달 늘린 4월 막을 내렸다.